# Heldenstein
Heldenstein is een gemeente in de Duitse deelstaat Beieren, en maakt deel uit van het Landkreis Mühldorf am Inn.
Heldenstein telt 2.700 inwoners.
Ampfing ·
Aschau a.Inn ·
Buchbach ·
Egglkofen ·
Erharting ·
Gars a.Inn ·
Haag i.OB ·
Heldenstein ·
Jettenbach ·
Kirchdorf ·
Kraiburg a.Inn ·
Lohkirchen ·
Maitenbeth ·
Mettenheim ·
Mühldorf a.Inn ·
Neumarkt-Sankt Veit ·
Niederbergkirchen ·
Niedertaufkirchen ·
Oberbergkirchen ·
Oberneukirchen ·
Obertaufkirchen ·
Polling ·
Rattenkirchen ·
Rechtmehring ·
Reichertsheim ·
Schönberg ·
Schwindegg ·
Taufkirchen ·
Unterreit ·
Waldkraiburg ·
Zangberg